# 7122 Iwasaki
7122 Iwasaki eller 1989 EN2 är en asteroid i huvudbältet som upptäcktes den 12 mars 1989 av de båda japanska astronomerna Kazuro Watanabe och Kin Endate vid Kitami-observatoriet. Den är uppkallad efter amatörastronomen Kazuaki Iwasaki.
Asteroiden har en diameter på ungefär 3 kilometer.